# Сусамирска котловина
Сусамирската котловина на киргизки: Суусамыр өрөөнү; на руски: Сусамырская котловина) е междупланинска котловина в Киргизстан, в югозападната част на Чуйска област, във Вътрешен Тяншан. Простира се от запад на изток на протежение около 100 km и ширина до 20 km. На север се огражда от хребетите Киргизки и Таласки Алатау, на югозапад – от хребета Сусамиртау, а на югоизток – от хребета Джумгалтау. Дъното ѝ е разположено на 2100 – 2500 m и е частично заблатено. Отводнява се от съставните реки на река Кьокьомерен (десен приток на Нарин) – Сусамир и Западен Каракол и техните малки притоци. Заета е от типчакови и ливадни степи. Има добре развито пасищно овцевъдство. В нея са разположени около десетина села, най-голямо от които е Сусамир.

## Топографска карта
- К-43-А М 1:500000[2]